# Грушув (Мисленицький повіт)
Грушув (пол. Gruszów) — село в Польщі, у гміні Рацеховиці Мисленицького повіту Малопольського воєводства.
Населення — 718 осіб (2011).
У 1975-1998 роках село належало до Краківського воєводства.

## Демографія
Демографічна структура станом на 31 березня 2011 року:
|          | Загалом | Допрацездатний вік | Працездатний вік | Постпрацездатний вік |
| -------- | ------- | ------------------ | ---------------- | -------------------- |
| Чоловіки | 372     | 83                 | 250              | 39                   |
| Жінки    | 346     | 62                 | 204              | 80                   |
| Разом    | 718     | 145                | 454              | 119                  |